# 夕顔瀬町
夕顔瀬町（ゆうがおせちょう）は、岩手県盛岡市の地名。丁番は持たない単独町名である。住居表示実施済み区域。郵便番号は020-0032。

## 地理
岩手県盛岡市南西部に位置する。
域内は住宅地や商店が混在しており、東部には北上川が流れる。

## 歴史
「夕顔瀬」の町名は、盛岡砂子によると、前九年の役の際に、安倍貞任がこの地で夕顔に甲冑を着せ、源頼義軍をおびき寄せて不意をついたことに由来するという。
かつて、当地は、北上川渡河地であった。盛岡藩事務日記によると、1656年（明暦2年）9月3日に、夕顔瀬橋の渡り初めが行われたという記載がある。しかし、この橋は安定せず、洪水の度に落失していたという。その後、1765年（明和2年）9月には、御側役頭大向伊織の考案により、中島を築いて両岸から土橋を架し、以後多くの落失を免れたという。これ以後橋の西側を通る鹿角街道に沿って商店や人家が建ち並び、街道沿いの夕顔瀬橋から北3町程に、片原町と称する商人町が形成された。
1889年（明治22年）4月1日、町村制施行により南岩手郡厨川村が発足し、その一部となった。1913年（大正2年）6月10日、編入合併により盛岡市の一部となり、1965年（昭和40年）に住居表示が実施され、盛岡市木伏、三十軒、片原、下田、畑中の各一部から、夕顔瀬町が成立、現在に至る。

## 世帯数と人口
2023年（令和5年）7月1日現在の世帯数と人口は以下の通りである。
| 大字・丁目 | 世帯数  | 人口   |
| ---------- | ------- | ------ |
| 夕顔瀬町   | 642世帯 | 1165人 |

## 交通

### 鉄道
域内に鉄道駅は存在しない（盛岡駅が最寄り駅となる）。

### 道路
- 岩手県道・秋田県道1号盛岡横手線
- 岩手県道220号氏子橋夕顔瀬線

## 河川
- 北上川

## 施設
- 夕顔瀬町幼児公園

### 書籍
- 「角川日本地名大辞典」編纂委員会 編『角川日本地名大辞典 3 岩手県』角川書店、1985年。ISBN 4-04-001030-2。
- 平凡社『日本歴史地名大系 03 岩手県の地名』角川書店、1990年7月13日。ISBN 4-58-249003-4。
- 土木学会 編『道路の改良 第22巻 第12号』土木学会、1940年。